# All the Things She Said (t.A.T.u.)
All the Things She Said of Ja sosjla s oema is de debuutsingle van het Russische duo t.A.T.u.. Het duo bestaat uit Joelia Volkova (geboren op 20 februari 1985) en Lena Katina (geboren op 4 oktober 1984). In het Russisch betekent TaTu "dit meisje wil dat meisje" en het nummer met de bijbehorende clip toonde dit. De clip met de lesbische kus zorgde daarnaast wereldwijd voor veel commotie. In Nederland werd de single meteen uitgeroepen tot Alarmschijf. Het stond daar ook vijf weken achtereenvolgend op de tweede plaats in de Top 40.

## Hitnotering
| "All The Things She Said" in de Nederlandse Top 40 - binnen: 28 september 2002 | "All The Things She Said" in de Nederlandse Top 40 - binnen: 28 september 2002 | "All The Things She Said" in de Nederlandse Top 40 - binnen: 28 september 2002 | "All The Things She Said" in de Nederlandse Top 40 - binnen: 28 september 2002 | "All The Things She Said" in de Nederlandse Top 40 - binnen: 28 september 2002 | "All The Things She Said" in de Nederlandse Top 40 - binnen: 28 september 2002 | "All The Things She Said" in de Nederlandse Top 40 - binnen: 28 september 2002 | "All The Things She Said" in de Nederlandse Top 40 - binnen: 28 september 2002 | "All The Things She Said" in de Nederlandse Top 40 - binnen: 28 september 2002 | "All The Things She Said" in de Nederlandse Top 40 - binnen: 28 september 2002 | "All The Things She Said" in de Nederlandse Top 40 - binnen: 28 september 2002 | "All The Things She Said" in de Nederlandse Top 40 - binnen: 28 september 2002 | "All The Things She Said" in de Nederlandse Top 40 - binnen: 28 september 2002 | "All The Things She Said" in de Nederlandse Top 40 - binnen: 28 september 2002 | "All The Things She Said" in de Nederlandse Top 40 - binnen: 28 september 2002 |
| Week                                                                           | 1                                                                              | 2                                                                              | 3                                                                              | 4                                                                              | 5                                                                              | 6                                                                              | 7                                                                              | 8                                                                              | 9                                                                              | 10                                                                             | 11                                                                             | 12                                                                             | 13                                                                             |                                                                                |
| ------------------------------------------------------------------------------ | ------------------------------------------------------------------------------ | ------------------------------------------------------------------------------ | ------------------------------------------------------------------------------ | ------------------------------------------------------------------------------ | ------------------------------------------------------------------------------ | ------------------------------------------------------------------------------ | ------------------------------------------------------------------------------ | ------------------------------------------------------------------------------ | ------------------------------------------------------------------------------ | ------------------------------------------------------------------------------ | ------------------------------------------------------------------------------ | ------------------------------------------------------------------------------ | ------------------------------------------------------------------------------ | ------------------------------------------------------------------------------ |
| Nummer                                                                         | 34                                                                             | 5                                                                              | 2                                                                              | 2                                                                              | 2                                                                              | 2                                                                              | 2                                                                              | 3                                                                              | 5                                                                              | 8                                                                              | 10                                                                             | 20                                                                             | 32                                                                             | uit                                                                            |